# Horacio Larraín Barros
Horacio Larraín Barros (* 1929 in Santiago de Chile) ist ein chilenischer Kulturanthropologe und Fotograf.

## Leben und Werk
Horacio Larraín Barros lebt in Iquique in der Atacamawüste, einer Küstenwüste, die als die trockenste Wüste der Erde gilt. Durch den Humboldtstrom wird im Küstenbereich der Atacamawüste die Entwicklung von Regenwolken verhindert. Trotz sehr geringer Niederschlagsmengen findet an den Berghängen in Küstennähe regelmäßig eine starke Nebelbildung statt. Der Experimentalphysiker Carlos Alberto Espinosa hat die ersten Nebelfänger aus Nylon, später aus Polyethylen für die Region erfunden. Der Küstennebel Camanchaca (übersetzt: Finsternis) wird dort seit den 1980er Jahren zur Trinkwassergewinnung mit Netzen, den Atrapaniebla, eingefangen.
Von 1974 bis 1981 lehrte Larraín Barros an der Päpstlichen Katholischen Universität von Chile. Seit 1997 studiert Horacio Larraín Barros in der Nebeloase Alto Patache den Nebel. Er hat fünf Bücher und mehr als 450 Artikel über die Öko-Anthropologie und die Geschichte Indigener Völker der Atacamawüste veröffentlicht.

„Der Kulturanthropologe Larrain, der seit Jahrzehnten in der Wüste lebt, ist nicht der einzige, der sich für die Weiterentwicklung uralter Methoden der Wassergewinnung einsetzt, wie etwa der Aufstellung eines einfachen Stoffnetzes, das den Nebel einfängt. Doch seine gewaltige Hingabe an dieses Projekt ist zur Inspirationsquelle für viele Lateinamerikaner geworden und hat eine Debatte über nachhaltige Bewirtschaftung der Region angestoßen, die es so vorher nicht gegeben hat. Auf der dOCUMENTA (13) zeigt er Bilder von den Nebelfängern in der Atacama-Wüste, die er seit über dreißig Jahren fotografiert.“